# Brioco
San Brioco (Ceredigion, V secolo – Saint-Brieuc, 1º maggio 502) è stato un abate gallese.
È considerato uno dei sette santi fondatori della Bretagna ed avrebbe fondato la diocesi di Saint-Brieuc. 

## Biografia
Non si sa molto sulla vita di san Brioco. Sicuramente egli era originario del Ceredigion, come testimonia una chiesa a Llandyfriog. Ricevette la sua educazione in Irlanda, poi si trasferì in Francia, dove fu allievo di Germano d'Auxerre. Ritornò in Irlanda nel 480, dove fondò un monastero nei pressi di Landebaëron, poi si trasferì a Saint-Brieuc, dove divenne abate del monastero. San Brioco morì intorno al 502 e fu sepolto in una cattedrale dedicata a Santo Stefano, sempre nei pressi di Saint-Brieuc.

## Culto
Le reliquie del santo furono spostate da Saint-Brieuc ad Angers nell'865 e nuovamente il 31 luglio 1166. Nel 1210 parte delle reliquie ritornarono alla Cattedrale di Saint-Brieuc dove tuttora vi è l'anello di San Brioco. La Chiesa cattolica, la Chiesa Anglicana e la Chiesa ortodossa lo ricordano il 1º maggio. In Irlanda, nel Galles e nella Gran Bretagna, vi sono numerose chiese dedicate a San Brioco.